# Mainzer Höhenweg

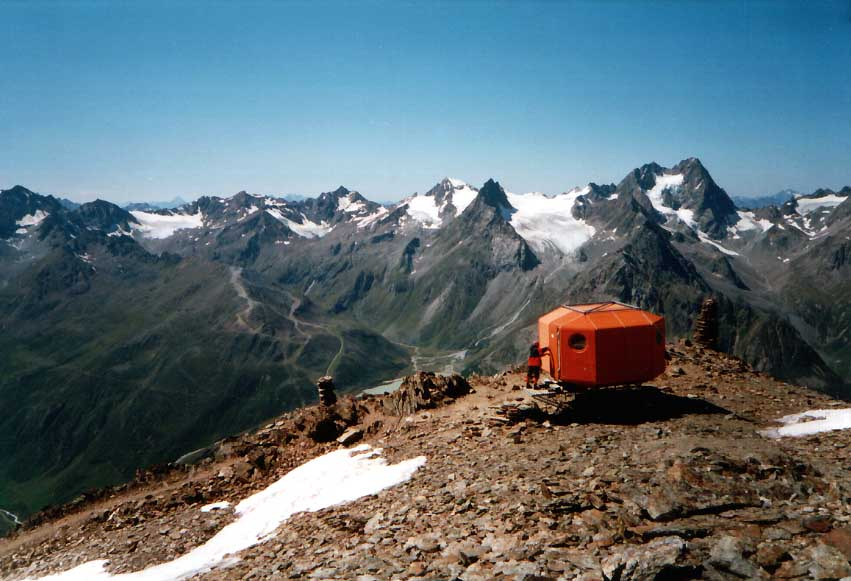
Das Rheinland-Pfalz-Biwak am Mainzer Höhenweg

Der Mainzer Höhenweg ist ein hochalpiner, anspruchsvoller Höhenweg in den Ötztaler Alpen in Tirol.
Er führt von der Passhöhe oberhalb der Braunschweiger Hütte (2759 m) zur Rüsselsheimer Hütte (2323 m, vormals Neue Chemnitzer Hütte). Bei guten Verhältnissen ist mit zehn Stunden Gehzeit (ohne Pausen) zu rechnen. Der Weg führt unter anderem über den Polleskogel, Wurmsitzkogel und Gschrappkogel. Etwa auf halber Weglänge, knapp unterhalb des Gipfels Wassertalkogel, befindet sich das Rheinland-Pfalz-Biwak auf 3247 m Höhe. Dieses Biwak und der gesamte Mainzer Höhenweg werden von der Sektion Mainz des Deutschen Alpenvereins betreut. Südlich des Biwaks verläuft der Mainzer Höhenweg nahezu ständig auf oder nahe der Gratkante des Hauptkamms des Geigenkamms.
Inzwischen gibt es auch den Kleinen Mainzer Höhenweg (KMH), der um Mainz herumführt.